# José Miguel Callejón
José Miguel Callejón Martín plus connu sous le nom de  José Miguel Callejón, né le 20 juillet 1978 à Madrid (Espagne), est un rejoneador espagnol.

## Présentation  et carrière
Il paraît pour la première fois en public le 26 février  1994 à Torres de la Alameda en compagnie de Marie Sara, Miguel García, et Francisco Benito.  Il se présente pour la première fois  à Las Ventas le 1er août 1999, où  il affronte  un taureau  de la ganadería de Castellaja en compagnie de Curro Bedoya Javier Mayoral, Miguel  García.  
Sa carrière s'est développée régulièrement jusqu'en 2011 et 2012 année où il a participé  respectivement à vingt-neuf et vingt quatre corridas